# 5941 Valencia
5941 Valencia è un asteroide della fascia principale. Scoperto nel 1982, presenta un'orbita caratterizzata da un semiasse maggiore pari a 2,8880074 UA e da un'eccentricità di 0,0624923, inclinata di 1,29601° rispetto all'eclittica.